# Abwehra

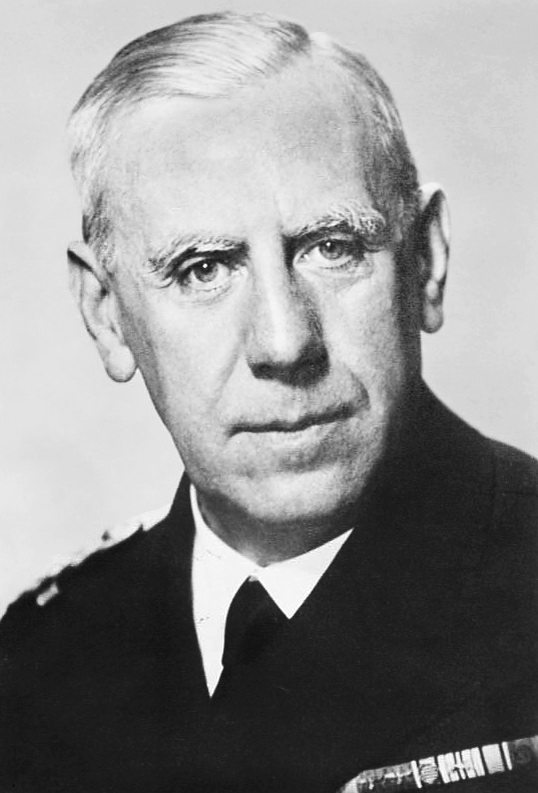
Wilhelm Canaris, szef Abwehry najdłużej pełniący tę funkcję

Abwehra, właśc. Abwehr (niem. Abwehr – „obrona”) – nazwa niemieckiego organu wywiadu i kontrwywiadu wojskowego w latach 1921–1944.

## Krótka historia wywiadu niemieckiego
W ramach przygotowań kanclerza Bismarcka do wojny z Francją rozbudowano i zreorganizowano niemiecką służbę informacyjno-wywiadowczą. Dokonał tego Wilhelm Stieber (zwany König der Spürhunde, niem. "król psów tropiących"), który kierował tą służbą w latach 1866–1871. Dzięki tysiącom szpiegów na terenie Francji i dokładnym informacjom armia niemiecka odniosła błyskotliwe zwycięstwo.
Dalszy rozwój wywiadu armii nastąpił na początku XX wieku. Koordynował go płk Walter Nicolai, będący od 1912 dowódcą całej służby wywiadowczej (Oddział III b Sztabu Generalnego – Abteilung III b). Rozbudował on sieć wywiadowczą i dywersyjno-sabotażową na terenie krajów będących celami ataku niemieckiego.
Oprócz działającego wywiadu armii w owym czasie utworzono odrębne wywiady marynarki wojennej, Ministerstwa Spraw Zagranicznych Rzeszy oraz kontrwywiad Ministerstwa Spraw Wewnętrznych.
W Abwehrze powstała także silna opozycja przeciw Hitlerowi, stanowili ją min. Wilhelm Canaris, a także szef sztabu gen. Hans Oster.
Przekazywali oni m.in. wywiadowi brytyjskiemu informacje o przygotowaniach do wojny. To dzięki nim doszło do pokrzyżowania planów zajęcia Gibraltaru, także oni wprowadzili Hitlera w błąd w sprawie kapitulacji Włoch. Sabotowali także akcje wywiadowcze przeciwko Wielkiej Brytanii. Po lutym 1944 r. na rozkaz Hitlera większość aparatu Abwehry wcielono do Głównego Urzędu Bezpieczeństwa Rzeszy (Reichssicherheitshauptamt).

## Utworzenie Abwehry
Za oficjalną datę powstania Abwehry przyjmuje się 1 stycznia 1921 roku – utworzenie Reichswehrministerium, którego była sekcją. Nazwa wywodzi się od centrali Abwehrgruppe der Reichswehr, utworzonej w styczniu 1921 r. pod kierownictwem majora Friedricha Gemppa i zakonspirowanej w Oddziale Statystyki Urzędu Wojskowego.
Skład wydziału był bardzo skromny: 2-3 oficerów sztabowych, 4-7 oficerów pomocniczych-urzędników, kilka sekretarek-maszynistek. Oprócz tego przy dowództwach wszystkich 7 okręgów wojskowych utworzono placówki departamentu w składzie: oficer sztabowy, oficer pomocniczy, maszynistka.
Po 1935 roku, kiedy stanowisko szefa Abwehry objął komandor/kontradmirał Wilhelm Canaris, Abwehra rozrosła się dzięki niemu do potężnej i sprawnej organizacji wywiadowczej zatrudniającej ok. 30 tys. stałych pracowników (nie licząc agentów, konfidentów i informatorów).
Centrala mieściła się w Berlinie przy Tirpitzufer 76.

## Zakazy traktatu wersalskiego
Po zakończeniu I wojny światowej Niemcom, zgodnie z postanowieniami traktatu wersalskiego, zabroniono prowadzenia wywiadu o charakterze ofensywnym, służba ta więc miała m.in. zwalczać obce szpiegostwo, sabotaż, a także chronić wojsko przed próbami zamachów i agitacją wywrotową.

## Zadania
Oprócz zadań kontrwywiadowczych Abwehrze przypadła w udziale istotna funkcja prowadzenia wywiadu ofensywnego przeciwko Polsce i Czechosłowacji, natomiast wobec Wielkiej Brytanii, Francji i Belgii ograniczono się do defensywy.

## Struktura Abwehry
Abwehrguppe obejmowała 2 referaty: Ost i West, w których działały 3 piony:
- wywiadowczy
- wywiadu radiowego
- kontrwywiadu

## Działania przeciwko Polsce
Spośród 8 ekspozytur terenowych aż 5 prowadziło wywiad wojskowy przeciwko Polsce; były to:
- I – Abwehrstelle w Królewcu (działająca także przeciwko ZSRR, Litwie, Łotwie i Estonii)
  - z placówkami i posterunkami m.in. w Elblągu, Olsztynie, Ełku, Iławie, Kwidzynie i Malborku.
- II – w Szczecinie
  - z placówkami w Bytowie, Koszalinie i Pile.
- III – Berlin – Ost w Berlinie, z filią we Frankfurcie nad Odrą
- IV – w Dreźnie
- VIII – we Wrocławiu
  - z placówkami w Bytomiu, Legnicy, i Opolu.

## Działania przeciwko Zachodowi
Do rozpracowania Francji, Belgii i Holandii wykorzystywano na
zachodzie Europy tylko dwie ekspozytury:
- V – w Stuttgarcie
- VI – w Münster

## Utworzenie OKW, i reorganizacja
4 lutego 1938 roku w konsekwencji tzw. afery Blomberga – Fritscha Adolf Hitler zlikwidował Ministerstwo Wojny, które zostało zastąpione przez Oberkommando der Wehrmacht (OKW). W tym samym roku ówczesny dowódca Abwehry kontradm. Wilhelm Canaris dokonał znacznej reorganizacji w strukturach Abwehry, które wyglądały odtąd następująco:

## Struktura (1939)

### Wydział Centralny –Abteilung Z: Personal- und Finanzverwaltung(Zarząd Personalny i Finansowy)
Wydział ten pełnił funkcję sztabu Abwehry. Należały do niego sprawy administracyjne: zarządzanie, finanse, problemy prawne. Nadzorował i prowadził również centralną kartotekę osób o poglądach opozycyjnych i lewicowych oraz kartotekę dla obywateli państw obcych, którzy narazili się rządowi niemieckiemu.
Szefem wydziału był gen. Hans Oster.

### Wydział Zagraniczny –Abteilung Ausland (Ausl.)

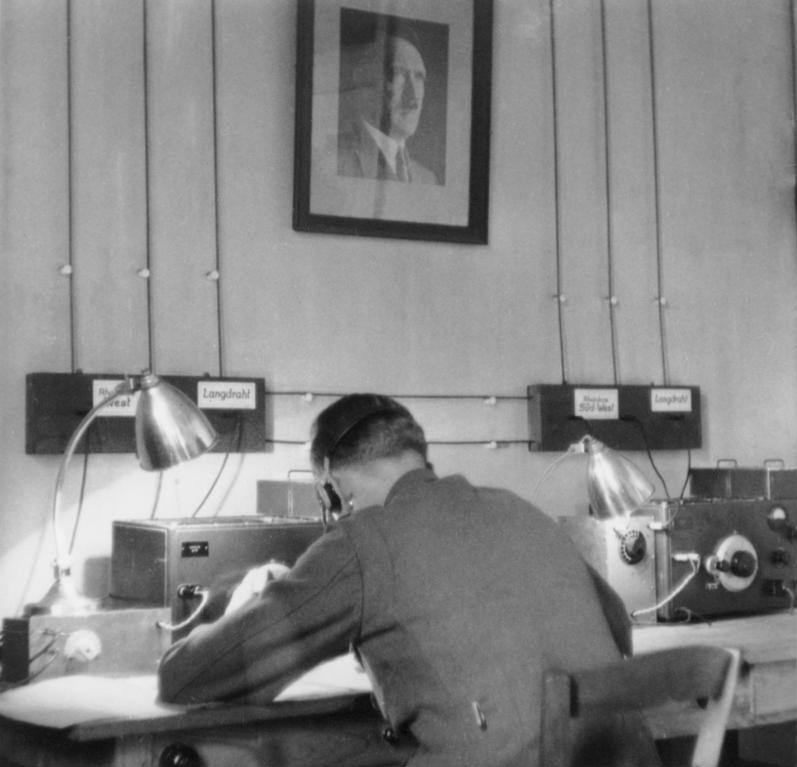
Żołnierz Abwehry (Abteilung Ausland) z komórki nasłuchu radiowego przy Oberkommando der Wehrmacht w trakcie służby

Wydział ten utrzymywał łączność między Naczelnym Dowództwem Wehrmachtu (OKW) a Ministerstwem Spraw Zagranicznych.
Zajmował się również:
- nadzorem nad ataszatami niemieckimi za granicą i obcymi w Niemczech
- informował o sprawach wojskowych i politycznych w prasie zagranicznej
- opracowywał problemy zagraniczne, którymi interesowało się dowództwo Wehrmachtu
- prowadził sekcję zajmującą się zaopatrywaniem niemieckich okrętów na pełnym morzu
- prowadził biuro problemów prawa międzynarodowego związanych z wojskowością, które zajmowało się korzystnym dla Niemiec interpretowaniem międzynarodowych konwencji.

### Wydział I –Geheimer Meldedienst (Abw.I)(Wywiad Zagraniczny/Pozyskiwanie informacji)
Wydział ten był najważniejszym wydziałem Abwehry – dostarczał materiałów wywiadowczych będących podstawą do planowania kampanii wojennych. Wydział ten kierował siecią wywiadowczą, gromadził i przekazywał wszystkim sztabom najważniejsze informacje. Sporządzał także analizy gospodarcze i militarne innych państw.
Posiadał następujące sekcje:
- I H (Heer) – zajmowała się rozpoznaniem wojsk lądowych obcych armii
  - I H West
  - I H Ost
- I L (Luft) – zajmowała się rozpoznaniem sił powietrznych, lotnisk i obrony przeciwlotniczej
- I T (Technik) – rozpoznanie techniki bojowej, broni i sprzętu
- I LT (Lufttechnik) – rozpoznanie techniki lotniczej, przemysłu samolotowego i jego zasobów surowcowych
- I M (Marine) – marynarka wojenna, bazy morskie, porty, przemysł okrętowy
- I Wi (Wirtschaft) – gospodarka i przemysł zbrojeniowy innych krajów
- I G – produkcja fałszywych dokumentów
- I Ht – łączność radiowa z agentami za granicą
- Referat I P – biały wywiad
- Referat I i – nasłuch radiowy.

Oprócz tego Wydział I nadzorował zagraniczne placówki Abwehry oraz prowadził własne laboratoria.
Dowódcą Wydziału I był płk Hans Piekenbrock, od 1943 r. płk Georg Hansen.

### Wydział II –(Abw.II) Sabotage und Sonderaufgaben(sabotaż i zadania specjalne)
Do zadań Wydziału II należały:
- dywersja i sabotaż na tyłach wroga
- zakłócanie łączności i komunikacji
- dezorganizowanie oporu
- wywoływanie walk wewnętrznych i powstań
- tworzenie i wspieranie działań V kolumny
- zamachy na przywódców politycznych
- wojna psychologiczna.

Wydziałowi temu podlegały jednostki „Brandenburg”.
Dowódcą Wydziału II był do roku 1939 mjr Helmuth Groscurth, od 1 stycznia 1939 r. do 1 sierpnia 1943 r. ppłk Erwin Lahousen, następnie płk Wessel Freytag von Loringhoven.

### Wydział III –(Abw.III) Spionageabwehr und Gegenspionage(kontrwywiad i zwalczanie szpiegostwa)
Wydział III zajmował się między innymi kontrwywiadem, zapobieganiem sabotażowi i podsłuchem radiowym.
Dzielił się na sekcje:
- III W (Wehrmacht) – zwalczała szpiegostwo i sabotaże w wojsku, sianie defetyzmu i niewiary w zwycięstwo
- III Z – zwalczała szpiegostwo i sabotaż w sektorze cywilnym, współpracowała z Gestapo i SD; posiadała własny organ wykonawczy – Geheime Feldpolizei
- III Wi (Wirtschaft) – działała w przemyśle, głównie zbrojeniowym, nadzorując pracowników niemieckich i obcokrajowców – robotników przymusowych
- III Kgf (Kriegsgefangenen) – działała w obozach jenieckich.

Wydziałem III dowodził do 1939 r. mjr Rudolf Bamler, w latach 1939–1944 płk Franz Eccard von Bentivegni.

## Abteilung Fremde Heere
Od reorganizacji dowodzenia Wehrmachtem z lutego 1938 działały jako odrębne wydziały Oberkommando der Wehrmacht i Oberkommando des Heeres:
- Wydział Obce Armie Zachód – niem. Fremde Heere West – wywiad na Stany Zjednoczone i Wlk. Brytanię (niem. 3. Abteilung des Wehrmachtführungsstabs des Oberkommandos der Wehrmacht) – III Wydział Dowództwa Wehrmachtu OKW; Szefami FHW byli kolejno: Ulrich Liss (1938 – 1 marca 1943), płk Alexis von Roenne (1 marca 1943 – lipiec 1944[6]), Willi Bürklein (lipiec 1944 – maj 1945);
- Wydział Obce Armie Wschód – niem. Fremde Heere Ost (FHO) (niem.12. Abteilung des Generalstabs) – XII Wydział Sztabu Generalnego przy OKH – wywiad na ZSRR. Po ataku III Rzeszy na ZSRR wydział ten miał siedzibę w pobliżu kwatery głównej Adolfa Hitlera – „Wolfsschanze” w Gierłoży – w kwaterze OKH w Mamerkach, a jego szefem był od 1 marca 1939 (po od 10 listopada 1938) do 20 marca 1942 płk Eberhard Kinzel, a następnie od 1 kwietnia 1942 do 10 kwietnia 1945 płk Reinhard Gehlen[7].

Fremde Heere West i Fremde Heere Ost nie wchodziły formalnie w skład struktury Abwehry, lecz bezpośrednio w skład OKW i OKH jako wydziały sztabów tych dowództw. Nie zostały w związku z tym rozwiązane w lutym 1944 wraz ze strukturą Abwehry wcieloną wówczas do Sicherheitsdienst.

## Współpraca i działania Abwehry
Abwehra współpracowała z wywiadami faszystowskich Włoch i frankistowskiej Hiszpanii, austriackim i węgierskim (z wykorzystaniem tradycji CK), również z wywiadami państw nadbałtyckich i Finlandii, rumuńskim, bułgarskim i japońskim.
Stosunkowo łatwo Abwehra werbowała swoich współpracowników wśród członków mniejszości niemieckich (szczególnie w Czechosłowacji i Polsce, w Polsce były to dziesiątki tysięcy agentów). Współpracowano także z Niemcami zamieszkałymi w Holandii, Danii i Norwegii. Werbowano współpracowników nawet spośród emigrantów politycznych uciekających przed dyktaturą hitlerowską stosując np. groźby represji wobec rodzin pozostałych w Niemczech.
Podjęto współpracę z partiami faszystowskimi i narodowosocjalistycznymi w Europie.
Uzupełniająco (stosując regułę „wrogowie wrogów”) współpracowano z ruchami separatystycznymi i nacjonalistycznymi, np. ukraińskim OUN, emigracyjnymi organizacjami spośród narodowości ówczesnego ZSRR, emigrantami rosyjskimi (np. białogwardzistami, organizacją „Zielony Dąb”), podsycano separatyzm walijski i irlandzki.
W świecie muzułmańskim i arabskim podjęto współpracę z Iranem, przywódcami irackich nacjonalistów (Raszid Ali al-Gailani i wojna brytyjsko-iracka 1941) i muftim Jerozolimy Aminem al-Husajnim (ogólnie antybrytyjskie i antyfrancuskie ruchy na Bliskim Wschodzie). Planowano wywołanie ogólnoarabskiego powstania i organizowano Legion Arabski.
Planowano zamach stanu w Afganistanie, nawiązano kontakt z antyradzieckimi emigrantami i potomkami emira Chiwy. Współpracowano z nacjonalistami hinduskimi (Subhas Czandra Bose) i organizowano Legion Indyjski.
Wspierano zamachy stanu w Chile i Brazylii w 1938, ponownie w Chile w 1940 i w Boliwii w 1941. Zorganizowano bazę wywiadowczą w oparciu o wpływy w armii argentyńskiej (rozbita w 1941).

## Likwidacja Abwehry – wcielenie doSicherheitsdienst(1944)
18 lutego 1944 roku Adolf Hitler podpisał dekret powołujący do życia jednolitą niemiecką służbę wywiadowczą, podporządkowaną Reichsführerowi-SS, Heinrichowi Himmlerowi. Wywiad wojskowy został wcielony do Sicherheitsdienst jako Amt Mil, zaś Canaris został zdymisjonowany. Funkcję szefa Amt Mil objął SS-Brigadeführer Walter Schellenberg. Po zamachu na Hitlera 20 lipca 1944 wielu oficerów Abwehry zostało aresztowanych pod zarzutem udziału w spisku antyhitlerowskim.

## Szefowie Abwehry
- 1920–1927 Oberstleutnant Friedrich Gempp
- 1927–1929 Oberstleutnant Günter Schwantes
- 1930 – połowa 1932 Oberstleutnant Ferdinand von Bredow
- 6 czerwca 1932 – 2 stycznia 1935 kapitan/ komandor Conrad Patzig
- 2 stycznia 1935 – 25 kwietnia 1935 komandor Wilhelm Canaris (jako pełniący obowiązki)
- 26 kwietnia 1935 – 11 lutego 1944 komandor/ kontradmirał/ wiceadmirał/ admirał Wilhelm Canaris